# Гаше, Мамиту
Мамиту Гаше — хирург из Эфиопии, специалистка по устранению акушерских свищей. Би-би-си включила её в список 100 женщин 2018 года. Она решила стать хирургом-акушером после того, как чуть не умерла во время родов в возрасте 16 лет в 1962 году.
Страдая от акушерского свища, Гаше была доставлена в больницу принцессы Цехай, которая предложила бесплатно прооперировать проблему.
После операции Гаше помогала, застилая кровати и ассистируя австралийскому хирургу Кэтрин Хэмлин и новозеландскому хирургу Реджинальду Хэмлину. Она присоединилась к Больнице по лечению свищей Аддис-Абебы, основанной Хэмлинами в 1974 году. Сначала она только подавала инструменты, через пару лет начала накладывать швы, а затем перешла к операциям. Хэмлины обучили её лечению свищей, и теперь Гаше считается одним из ведущих хирургов по свищам в учреждении, часто она учит новых врачей, только выпустившихся из институтов. Работа Реджинальда и Кэтрин Хэмлин, а также Мамиту Гаше была отмечена Королевским колледжем хирургов Англии (RCS) золотой медалью.
Аддис-Абебская больница по лечению свищей часто использует медицинский персонал без формальной квалификации. В 2007 году президент RCS назвал Гаше «предтечей практикующего врача без медицинской квалификации».